# 女王陛下の戦士
『女王陛下の戦士』（Soldaat van Oranje）は、ポール・バーホーベン監督、ロブ・ホウワー製作、ルトガー・ハウアーとジェローン・クラッベ出演の1977年のオランダの映画である。第二次世界大戦時代のドイツ占領下のオランダを舞台に、戦争に巻き込まれてゆく大学生たちを描く。エリック・ヘイゼルホフの自伝を原作としている。
当時、オランダ映画史上最高額となる500万ギルダーの製作費が投じられた。オランダでは154万7183人を動員し、1977年のオランダ映画で最大のヒット作となった。ゴールデングローブ賞では外国語映画賞にノミネートされた。

## キャスト
- ルトガー・ハウアー - エリック・ランソホフ
- ジェローン・クラッベ - ガス
- スーザン・ペンハリゴン（英語版） - スーザン
- エドワード・フォックス - ラフェリ大佐
- レックス・ヴァン・デルデン - ニコ
- デレク・デ・リント - アレックス

## 受賞
第5回ロサンゼルス映画批評家協会賞では外国映画賞を受賞した。ゴールデングローブ賞では外国語映画賞にノミネートされたが、フランス映画の『Mr.レディMr.マダム』に敗れ、受賞には至らなかった。
第50回アカデミー賞の外国語映画賞へはオランダ代表として出品されたが、ノミネートには至らなかった。